# Radúz
Radúz je novější mužské křestní jméno. Jméno má slovanský původ a vykládá se jako „radující se, radostný“. Je známé z dramatu Julia Zeyera Radúz a Mahulena. K té byla předlohou slovenská lidová pohádka Radúz a Ludmila, nejde tedy o básníkův výtvor, jak je možné se někdy dočíst.

## Známí nositelé jména
- Radúz – postava z dramatu Julia Zeyera
- Radúz Činčera – český scenárista a režisér
- Radúz Mácha – český herec
- Radúz Chmelík – český herec

## Podobné jméno
- Radůza – česká zpěvačka, písničkářka a hudební skladatelka